# Virginia Ferni Germano
Virginia Ferni Germano (Torí, 16 de desembre de 1849 - Torí, 4 de febrer de 1934) fou una soprano italiana.
Va ser una cantant soprano lírica refinada pel talent de la seva veu clara i penetrant i extraordinària com a actriu. Actuava ja als set anys cantant cançons en espanyol. Va fer el seu debut en el paper de Siebel al Faust de Charles Gounod a Sevilla el 1871. Després va ser contractada per l'Acadèmia de Música de Nova York i després en diversos teatres italians. Va ser la primera intèrpret de Carmen, de Georges Bizet, a Itàlia (Teatro alla Scala de Milà, 26 de desembre de 1885), el paper de la cigarrera gitana va ser un dels més representants de la seva carrera. També va ser la primera en el paper de protagonista de les primeres representacions de la Loreley (Teatro Regio de Torí, 18 de febrer de 1890) i Edmea (Teatro alla Scala de Milà, 27 de febrer de 1886) d'Alfredo Catalani. Les seves últimes aparicions van ser L'Enfant prodigue i La Damoiselle élue de Claude Debussy a Torí, i almenys fins a 1913 va actuar esporàdicament en alguns concerts. Al final de la seva carrera, va obrir una escola de cant a Torí. Es va casar amb el violinista Carlo Germano. Durant els anys 1880 actuà al Gran Teatre del Liceu de Barcelona.
Es retirà dels escenaris el 1896. Fou professora de cant i tingué com a alumnes Maria Carena, Alba Anzellotti, Marisa Morel i Mariella Amstad.